# Alpaida versicolor
Alpaida versicolor es una especie de araña tejedora de orbe del género Alpaida, de la familia Araneidae, orden Araneae. Fue descrita por Keyserling en 1877.
Se distribuye por América del Sur: Brasil, Paraguay, Uruguay y Argentina. Fue publicada en Einige Spinnen von Madagascar. Verhandlungen Der Kaiserlich-Königlichen Zoologisch-Botanischen Gesellschaft in Wien 27: 85-, 96..